# Cynthia Pratt
Cynthia A. „Mother” Pratt (ur. 5 listopada 1945 na wyspie New Providence) – bahamska pielęgniarka, nauczycielka, sportowiec, polityk, od 2002 do 2007 wicepremier kraju, w 2005 pełniąca obowiązki premiera Bahamów. Od 1 września 2023 gubernator generalna Bahamów.
Jej rodzicami byli Herman and Rose Moxey. W 1963 ukończyła szkołę pielęgniarską i przez kolejne czternaście lat pracowała jako pielęgniarka. Pracowała w ministerstwie zdrowia, a następnie edukacji, a także jako nauczycielka wychowania fizycznego. Od 1980 studiowała na St. Augustine’s College w Raleigh, gdzie zdobyła BSc z nauk o zdrowiu i socjologii. Podczas studiów była trenerką drużyny softballu. Grała także w narodowych bahamskich drużynach koszykówki, netballu i softballu. Jako członek kadry w ostatniej dyscyplinie brała udział w World Games 1981 i to właśnie tam zyskała swój przydomek „Mother”. Od 1980 pracowała jako rekruter dla swojego uniwersytetu, później do 1997 jako wykładowca na College of The Bahamas. W 1992 otrzymała doktorat honoris causa na swojej Alma Mater.
W 1997 po raz pierwszy dostała się do parlamentu z ramienia Postępowej Partii Liberalnej. W 2002 ponownie została wybrana i objęła funkcję wicepremiera oraz ministra obrony w rządzie Perry Christiego. 4 maja 2005 została tymczasowo pełniącą obowiązki szefa rządu po tym, jak Christie doznał udaru. Funkcję pełniła do 22 czerwca. W 2007 uzyskała reelekcję do parlamentu, lecz jej partia tym razem przegrała wybory.
1 sierpnia 2022 została zaprzysiężona jako zastępca gubernatora generalnego. Od 1 września jest gubernator generalną Bahamów.
Cynthia Pratt jest wdową, ma szóstkę dzieci, w tym jedno adoptowane. Obecnie służy jako minister w zborze protestanckim.